# Contea di Silver Bow
La contea di Silver Bow (in inglese Silver Bow County) è una contea del Montana, negli Stati Uniti. Il suo capoluogo amministrativo è Butte.

## Storia
La contea fu creata nel 1881 e deve il proprio nome all'omonimo fiume che l'attraversa. Quest'ultimo venne nominato così (Silver Bow = Arco argentato) nel 1864 quando due cercatori d'oro videro nelle acque il riflesso del sole tra alcune nuvole. Un'altra versione invece vede il nome derivare dalla forma della contea e dal fatto che presso i propri confini vi sia presenza d'argento.

## Geografia fisica
La contea di Silver Bow ha un'area di 1862 km² di cui lo 0,09% è coperto d'acqua. Confina con le seguenti contee:
- contea di Deer Lodge - nord-ovest
- contea di Jefferson - est
- contea di Madison - sud
- contea di Beaverhead - sud-ovest

### Evoluzione demografica

Situazione demografica

## Città principali
- Butte
- Walkerville

## Strade principali
- Interstate 15
- Interstate 90
- Interstate 115

## Musei
- Mineral Museum, su mbmg.mtech.edu. URL consultato il 9 dicembre 2007 (archiviato dall'url originale il 26 novembre 2007).
- Piccadilly Museum of Transportation, su piccadillymuseum.com.
- World Museum of Mining, su miningmuseum.org.